# Jeong Ho-won
Jeong Ho-won (ur. 12 lutego 1986) – koreański niepełnosprawny sportowiec, uprawiający boccię. Mistrz paraolimpijski z Pekinu w 2008 roku.

## Medale Igrzysk Paraolimpijskich

### 2012
- - Boccia - indywidualnie - BC3

### 2008
- - Boccia - pary - BC3
- - Boccia - indywidualnie - BC3